# Q5 (gruppo musicale)
I Q5 sono un gruppo musicale heavy metal statunitense, formatosi a Seattle nel 1983.

## Storia del gruppo
Il gruppo nasce da un'idea di Floyd Rose, noto per essere stato l'inventore del sistema di bloccaggio del tremolo delle chitarre elettriche che in seguito ha preso il suo nome Floyd Rose.
Nel 1984, dopo aver inciso due Demo, il gruppo pubblica Steel the Light il primo full-length attraverso un'etichetta indipendente, l'Albatross Records. L'album, che riceve buoni consensi dalla critica, viene inserito nella classifica dei dieci migliori album indie di Kerrang! e l'anno seguente viene distribuito in Europa dalla Roadrunner Records. Il successo di Steel the Light permette alla band di condividere il palco con Y&T, Twisted Sister e Lita Ford.
Floyd Rose realizza uno studio nella sua abitazione dove viene registrato il secondo disco, When the Mirror Cracks, il quale viene pubblicato dalla Music for Nations nel 1986. Tuttavia la crisi del mercato discografico contribuisce  allo scioglimento della band che avviene attorno al 1989.
Nel 2009 Jonathan K., Rick Pierce e Evan Sheeley si esibiscono da vivo al festival tedesco Headbangers Open Air, questa esperienza fa sì che dopo 25 anni di inattività il gruppo si riunisce ufficialmente nel 2014 suonando alla ventitreesima edizione dello Sweden Rock Festival. Nel 2015 il gruppo firma un contratto con la Frontiers Records che l'anno successivo, a luglio, pubblica il loro terzo album in studio New World Order.
Nel 2017 si esibiscono alla ventesima edizione del festival Keep It True, l'anno seguente il gruppo intraprende un tour europeo.

## Formazione

### Formazione attuale
- Jonathan Scott K. - voce
- Nick Layton – chitarra
- Dennis Turner - chitarra
- Evan Sheeley - basso
- Jeffrey A. McCormack - batteria

### Ex componenti
- Floyd D. Rose - chitarra
- Rick Pierce - chitarra
- Gary Thompson - batteria
- James Nelson - chitarra

## Discografia

### Album in studio
- 1984 – Steel the Light (Albatross Productions)
- 1986 – When the Mirror Cracks (PolyGram)
- 2016 – New World Order (Frontiers Records)

### Demo
- 1983 – Demo
- 1984 – Demo 1984

### Singoli
- 1985 – Steel the Light
- 1986 – Living on the borderline
- 2016 – The right way